# Podkoren
Podkoren (alemán: Wurze) es una localidad eslovena perteneciente al municipio de Kranjska Gora en el noroeste del país.
En 2002 tenía 388 habitantes.
Se sitúa a medio camino entre la capital municipal Kranjska Gora y la localidad fronteriza de Rateče. Al norte de Podkoren sale la carretera que une el municipio con Austria.
Es famoso por hallarse junto al área protegida de Zelenci.